# Bīsheh (ort i Iran)
Bīsheh (persiska: بيشه, يستگاهِ بيشِه, ايستگاه بيشه) är en ort i Iran.   Den ligger i provinsen Lorestan, i den centrala delen av landet, 400 km sydväst om huvudstaden Teheran. Bīsheh ligger 1 234 meter över havet och antalet invånare är 604.
Terrängen runt Bīsheh är kuperad söderut, men norrut är den bergig. Bīsheh ligger nere i en dal. Runt Bīsheh är det ganska glesbefolkat, med 48 invånare per kvadratkilometer. Bīsheh är det största samhället i trakten. Omgivningarna runt Bīsheh är i huvudsak ett öppet busklandskap.